# درچانکا
درچانکا (به لهستانی:  Dereczanka) یک روستا در لهستان است که در گمینا زالشه واقع شده‌است.